# Teo Usuelli
Teo Usuelli, né le 13 décembre 1920 à Reggio d'Émilie (Émilie-Romagne) et mort le 13 avril 2009 à Rome (Latium), est un compositeur italien.

## Biographie
Teo Usuelli est né « par hasard » (dit-il) à Reggio d'Émilie en 1920. À la fin des années 1930, il s'installe à Milan pour suivre des cours de composition au conservatoire Giuseppe Verdi, où il obtient un diplôme en chant choral, musique et polyphonie.
Après avoir servi comme partisan pendant la Seconde Guerre mondiale, il s'installe à Rome en 1948, où il commence à travailler comme compositeur pour le cinéma et le théâtre, travaillant également pour la télévision. Il élabore la bande originale de certains documentaires, notamment ceux de Michelangelo Antonioni, jusqu'à sa rencontre avec le réalisateur Marcello Baldi, qui lui commande la musique du film d'alpinisme Italia K2 (it).
En 1959, il rencontre Marco Ferreri dont il composera les bandes originales de la plupart de ses films. Selon Michele dall'Ongaro, compositeur et directeur musical de Radio 3 et fils aîné de Deddi Savagnone, l'épouse d'Usuelli « s'il s'entendait si bien avec Ferreri, c'est qu'ils partageaient un regard ironique, disons velouté et acide, sur le monde ». Selon Ennio Morricone, « C'était un vrai gentleman et bien sûr, dans le monde du cinéma, il était considéré comme un peu "étrange", peut-être parce qu'il était trop scrupuleux ». Il est surtout connu en dehors d'Italie pour le Piacere Sequence, le thème principal du giallo À la recherche du plaisir (1972) de Silvio Amadio, qui a ensuite été réutilisée dans le film américain The Big Lebowski (1998) de Joel et Ethan Coen.
Il est l'auteur de chansons importantes à la fin des années 1950, dont Meravigliose labbra, lancée en 1959 par Johnny Dorelli.
Il a également été un important chercheur dans le domaine de la musique du Moyen Âge et de la Renaissance, transcrivant des chants populaires et choraux dans une tonalité moderne ; il a été professeur et chargé de cours de composition aux conservatoires de Bologne, de L'Aquila et de Trente.
Il a épousé l'actrice et artiste de doublage Deddi Savagnone, sœur de Rita Savagnone.
Teo Usuelli est décédé le 13 avril 2009 dans son appartement à Rome.

## Filmographie
- 1950 : Le Téléphérique du mont Faloria (La Funivia del Faloria), court-métrage de Michelangelo Antonioni
- 1951 : Colpa del sole, court-métrage d'Alberto Moravia
- 1953 : Pittori di provincia (I macchiaioli), court-métrage de Lucio Fulci
- 1954 : Un siècle d'amour (Cento anni d'amore) de Lionello De Felice, segment Purificazione e Nozze d'oro
- 1954 : Italia K2 (it), documentaire de Marcello Baldi
- 1957 : L'angelo custode (it), documentaire de Giuliano Tomei
- 1958 : Un giorno in Europa (it), documentaire d'Emilio Marsili
- 1959 : Il raccomandato di ferro (it) de Marcello Baldi
- 1960 : Madri pericolose de Domenico Paolella
- 1961 : Akiko de Luigi Filippo D'Amico
- 1963 : Giacobbe, l'uomo che lottò con Dio de Marcello Baldi
- 1964 : I patriarchi de Marcello Baldi
- 1964 : Les esclaves existent toujours (it) (Le schiave esistono ancora) de Maleno Malenotti (it), Roberto Malenotti, Folco Quilici
- 1963 : Le Lit conjugal (Una storia moderna: l'ape regina) de Marco Ferreri
- 1964 : Contre-sexe (Controsesso), segment Il professore de Marco Ferreri
- 1964 : Le Mari de la femme à barbe (La donna scimmia) de Marco Ferreri
- 1964 : Mondo nudo (it) de Francesco De Feo
- 1965 : La suora giovane de Bruno Paolinelli
- 1965 : Saül et David (Saul e David) de Marcello Baldi
- 1965 : 003 Agent secret (Agente S03 operazione Atlantide) de Domenico Paolella
- 1965 : Aujourd'hui, demain et après-demain (Oggi, domani, dopodomani), segment L'Homme aux cinq ballons (L'uomo dei 5 palloni) de Marco Ferreri
- 1965 : Les Grands Chefs de Marcello Baldi
- 1966 : Le Retour des loups (Borman) de Bruno Paolinelli
- 1966 : Marcia nuziale de Marco Ferreri
- 1967 : Le Nez qui siffle (Il fischio al naso) d'Ugo Tognazzi
- 1967 : Una rete piena di sabbia d'Elio Ruffo
- 1968 : Il limbo, film inachevé de Riccardo Ghione
- 1968 : La Révolution sexuelle (La rivoluzione sessuale) de Riccardo Ghione
- 1969 : La Semence de l'homme (Il seme dell'uomo) de Marco Ferreri
- 1969 : Revenge (it) de Pino Tosini
- 1969 : Dillinger est mort (Dillinger è morto) de Marco Ferreri
- 1969 : La scoperta (it) d'Elio Piccon (it)
- 1970 : Bouches cousues (Bocche cucite) de Pino Tosini
- 1970 : Mio Mao: Fatiche ed avventure di alcuni giovani occidentali per introdurre il vizio in Cina de Nicolò Ferrari
- 1970 : Michel Strogoff d'Eriprando Visconti
- 1970 : L'Âne d'or (L'asino d'oro: processo per fatti strani contro Lucius Apuleius cittadino romano) de Sergio Spina
- 1971 : L'Audience (L'udienza) de Marco Ferreri
- 1972 : À la recherche du plaisir (Alla ricerca del piacere) de Silvio Amadio
- 1972 : Trois milliards sans ascenseur de Roger Pigaut
- 1973 : Il prato macchiato di rosso de Riccardo Ghione
- 1976 : Il solco di pesca de Maurizio Liverani
- 1976 : La Repubblica di Mussolini RSI d'Angelo Grimaldi